# Francofonia (Sokurov)
Francofonia és una coproducció internacional de ficció narrativa cinematogràfica del 2015 dirigida per Alexander Sokurov. Va ser exhibida a la secció general del 72è Festival Internacional de Cinema de Venècia i a l'edició del 2015 del Toronto International Film Festival.
Variety la va definir ell com una "densa, enriquidora meditació sobre el Louvre i concretament (però no exclusivament) l'estat del museu durant la Segona Guerra Mundial".
Utilitzant el concepte d'una pel·lícula-assaig, Francofonia explica la història de dos personatges, el responsable del museu del Louvre durant l'ocupació nazi de París, Jacques Jaujard, i l'oficial alemany Franz von Wolff-Metternich, aristòcrata i autèntic amant de l'art i responsable de la conservació dels béns artístics de Renània i de la França ocupada entre 1940 i 1942, en el marc de les accions de la Kunstschutz encaminades a la preservació de les obres d'art i el patrimoni cultural durant el conflicte bèl·lic. Tots dos van col·laborar en la preservació de la col·lecció de pintures del Louvre.

## Repartiment
- Louis-Do de Lencquesaing, com a Jacques Jaujard
- Vincent Nemeth, com a Napoleó Bonaparte
- Benjamin Utzerath, com a Franz von Wolff-Metternich
- Johanna Korthals Altes, com a Marianne

## Premis
| Premis                                        | Premis             | Premis                   | Premis    | Premis |
| Premi                                         | Categoria          | Destinataris i candidats | Resultat  |        |
| --------------------------------------------- | ------------------ | ------------------------ | --------- | ------ |
| 72a Mostra Internacional de Cinema de Venècia | Lleó daurat        | Alexander Sokurov        | Nominat   |        |
| 72a Mostra Internacional de Cinema de Venècia | PremiMimmo Rotella | Alexander Sokurov        | Guanyador |        |
| 72a Mostra Internacional de Cinema de Venècia | Premi Gota verda   | Alexander Sokurov        | Nominat   |        |